# Arackar licanantay
Arackar (que significa "ossos" en kunza) és un gènere extint de sauròpode, probablement de la família dels saltasàurids, descobert en la formació Hornitos de la regió d'Atacama, a Xile. Només es coneix una espècie, l'espècie tipus, A. licanantay, descrita per Rubilar-Rogers et al. el 2021. Es tracta de la tercera espècie de dinosaure trobada a Xile i representa el sauròpode més complet registrat al marge del Pacífic sud d'Amèrica del Sud.

## Descobriment
L'holotip va ser descobert el 1993 a Quebrada La Higuera, aproximadament a 75 km al sud de Copipaó. Va ser esmentat breument per Rubilar-Rogers & Gutstein el 2012 i es va trobar que no es podia referir al gènere Atacamatitan. El 2021, Arackar licanantay va ser nomenat i descrit per David Rubilar-Rogers, Alexander O. Vargas, Bernardo González Riga, Sergio Soto-Acuña, Jhonatan Alarcón-Muñoz, José Iriarte-Díaz, Carlos Arévalo i Carolina S. Gutstein.
L'holotip SNGM-1 es va trobar en una capa de la formació Hornitos que es remunta al Cretaci superior (etapes Campanià i Maastrichtià). Inclou vèrtebres del coll i l'esquena, un húmer, un fèmur i un isqui. Pertanyia a un individu jove i era l'exemplar més complet d'un sauròpode trobat a Xile.
El nom binomial complet, Arackar licanantay, significa "ossos dels atacamenians" en la llengua kunza.

## Descripció
L'holotip SNGM-1 correspon a un individu jove amb una longitud del cos estimada al voltant dels 6,3 metres de llarg. Es desconeix la mida d'un espècimen adult completament crescut.
Alguns trets distintius han estat identificats per Ruilar-Rogers et al. L'espai entre l'apòfisi articular anterior i el cos vertebral és alt i ample. L'espai entre la parapòfisi i la làmina entre l'apòfisi articular anterior i el cos vertebral s'estén per tota la part frontal del pedestal de l'arc neural però no per sobre del canal espinal. Les apòfisis articulars posteriors són més estrets que l'espina neural. Les crestes entre l'espina neural vertebral neural i les apòfisis articulars posteriors són reduïdes i més curtes que la faceta de l'apòfisi articular posterior.

## Classificació
Arackar es va incloure en la família dels titanosaures el 2021 i dins d'ella en el grup dels litostrotians. Arackar comparteix alguns caràcters amb Rapetosaurus i Bravasaurus, i no pertany al clade Saltasaurinae derivat de la Patagònia. Filogenèticament, aquest nou tàxon es recupera en un clade litostrotià que inclou a Rapetosaurus + (Arackar + Isisaurus).